# Pleuridium curvisetum
Pleuridium curvisetum là một loài rêu trong họ Ditrichaceae. Loài này được I.G. Stone mô tả khoa học đầu tiên năm 1976.